# Teodó II de Baviera
Teodó II de Baviera (+ desembre de 716 o 717) fou duc de Baviera, fill d'Agilof de Baviera i net de Garibald II de Baviera. A la mort d'aquest darrer vers el 640 el va succeir el seu fill gran Teodó I però l'únic fill mascle d'aquest el va premorir i llavors el seu germà Agilof ja era mort, i el va succeir el fill d'aquest, Teodó II.

## Ascedència
Agilolf havia tingut dos fills, Teodó II i Ragnetruda. Aquesta es va casar el 657 amb Godofreu d'Alamània (+ 708 o 709) i fou mare del duc dels alamans de Rètia Huching (testimoniat entre 709 i 727) i d'Imma d'Alamània. La mare de Teodoó II i esposa d'Agilolf fou probablement Fara de Baviera (nascuda vers el 600) i filla d'un rei dels longobards i d'una filla de Gisulf I de Friül (nascuda el 577).

## Descendència
Teodó es va casar amb Folcaida de Salzburg amb la que va tenir quatre fills mascles i almenys una femella, repartint el país entre els mascles:
- Willigarda de Baviera 665-?
- Teudebert, duc de Baviera (716 o 717 †719)
- Grimoald II, duc de Baviera (716 o 717 †728)
- Teudebald o Tedoald, duc de Baviera (716 o 717 †719)
- Tassiló II, duc de Baviera (716 o 717 †719)

## Biografia
És amb Teodó que comença la història documentada de Baviera. Va enfortir interna i externament el ducat de Baviera, i segons Arbeó de Freising, era un príncep de gran poder la fama del qual es va estendre més enllà de les seves fronteres.
Teodó va establir la seva capital a Ratisbona (Regensburg). Es va casar amb Folcaida, de l'aristocràcia d'Alamània, per construir llaços diplomàtics ebn aquest territori. Va intervenir en els assumptes longobards allotjant a Ansprand (rei efímer el 712) i Liutprand (rei longobard 712-714), a qui va ajudar militarment per tornar a reclamar la corona de ferro dels longobards. Liutprand més tard es va casar amb la seva filla Guntruda. Va defensar el seu ducat hàbilment dels àvars (si bé amb alguna derrota a l'est).
Teodó fou el cap dels quatre grans missioners de Baviera: Sant Rupert, Sant Erard, Sant Emmeram i probablement Sant Corbinià. Va ser el primer a elaborar plans per a l'església de Baviera, amb vista a un cultiu més profund del terreny i a una major independència del regne franc per una associació més estreta amb el Papa. Va ser el primer duc de Baviera a viatjar a Roma, on es va reunir amb el papa Gregori II. Les seus diocesanes van ser col·locats en els pocs centres urbans bavaresos que van servir com a seus del duc: Ratisbona, Salzburg, Freising i Passau.
Abans del 715 va repartir el seu domini entre els fills: El 702 ja apareix Teodebert governant (o cogovernant) a Salzburg i el 711 o 712, Tedoald també apareix cogovernant sense indicar on; no se sap si la divisió fou territorial (com els merivingis) o de govern conjunt (com a Benevent); en tot cas Teodebert hauria residit a Salzburg i la Vita Corbiniani informa que Grimoald va tenir seu a Freising; les referències a Teobald i els turingis impliquen que la seva capital seria Regensburg i això deixa Passau per Tassiló II, però no passa de ser conjectural.

## Teodó V
La tradició bavaresa, recollida per alguns historiadors, esmenten tres ducs de nom Teodó que haurien regnat abans del 500 (Teodó I, Teodó II i Teodó III) dels quals només se sap el nom llegendari. Alguns historiadors (i la tradició) van anomenar així Teodó I de Baviera (680-716/717) com Teodó IV, i al seu nebot i successor, Teodó II de Baviera, com Teodó V.